# نظام إنذار تسونامي

زلزال تسونامي البحري نسفت في المحيط الهندي عام 2004م.

نظام إنذار تسونامي (بالإنجليزية: Earthquake warning system)‏ ، هي نظام لاختبار الإنذار المبكر في مناطق البحار والمحيطات، وتم انشائه من قبل اللجنة الحكومية الدولية للمحيطات التابعة لليونيسكو ، وتهدف إلى تقويم العمل لتدفق الاتصالات بين المراكز الإقليمية للإخلاء المبكر قبل وقوع الكارثة.